# Homerville
Homerville är administrativ huvudort i Clinch County i Georgia. Orten fick sitt namn efter bosättaren John Homer Mattox och fick status som kommun den 15 februari 1869. Enligt 2010 års folkräkning hade Homerville 2 456 invånare.